# Lucas Leidinger
Lucas Leidinger (* 16. September 1988 in Aachen) ist ein deutscher Jazzpianist und Komponist.

## Leben und Wirken
Leidinger erhielt mit fünf Jahren ersten Klavierunterricht und stammt aus einer musikalischen Familie. Mit 15 Jahren hatte er Unterricht bei Stefan Michalke; in den folgenden Jahren begann er in Jazzbands zu spielen und sich mit Komposition zu beschäftigen. Zwischen 2005 und 2007 komponierte er die Musik für mehrere Inszenierungen freier Theater in Aachen. 2006 bis 2008 erhielt er Unterricht bei Hans Lüdemann in Köln; ab 2008 studierte er Jazzklavier an der Musikhochschule Köln bei Florian Ross und Hubert Nuss (Abschluss 2012) und anschließend von 2013 bis 2015 im Masterstudiengang am Rytmisk Musikkonservatorium in Kopenhagen. Weiterhin hatte er unter anderem Unterricht bei Achim Kaufmann, Frank Gratkowski und Jacob Anderskov.
2013 erschien sein Debütalbum Wandertrieb mit seiner Band Ebene Null bestehend aus Christoph Möckel, Stefan Berger und Max Andrzejewski  bei Traumton Records; gefolgt von Daydream Visions 2014, für das er alle Kompositionen schrieb, mit dem Lucas Leidinger Quintett bestehend aus Menzel Mutzke, Christoph Möckel, Oliver Lutz und Silvio Morger. 2013 wirkte er als Pianist bei Florian Ross Big Company mit. Weiterhin wirkte er bei Rundfunk- und Fernsehproduktionen öffentlich-rechtlicher Sender im In- und Ausland mit und spielte Konzerte in ganz Deutschland, China, Italien, Portugal, Österreich, Luxemburg, Belgien, Niederlande, Dänemark. Gegenwärtig (2020) lebt Leidinger in Köln und arbeitet als Pianist und Komponist mit mehreren eigenen Formationen. Für sein Projekt Lucas Leidinger Trio & Strings schrieb er Kompositionen für Klaviertrio und Streichquartett. Weiterhin spielt er unter anderem mit der Band Einem.Art um den Posaunisten Max von Einem und im Quartett und Duo mit dem belgischen Saxophonisten Daniel Daemen, 2018 im Aggregat Quartett mit Leonhard Huhn, Reza Askari und Moritz Schlömer. Das kollaborative Quartett Mount Meander mit Thomas Sauerborn, Kārlis Auziņš und Tomo Jacobson veröffentlichte nach seinem Debütalbum 2019 das Livealbum Live in Berlin. 
Sein kompositorisches Schaffen umfasst Werke für kleine und große Jazzensembles, aber auch Solo-Klavierstücke, Streichquartette und Bühnenmusiken.

## Auszeichnungen
Leidinger gewann 2010 mit seiner Band „Ebene Null“ den „Convento Jazzpreis“. 2012 erhielt er mit „Einem.Art“ den „Sparda Jazzaward“; 2013 war er erneut Preisträger des Sparda Jazzawards mit seinem Lucas Leidinger Quintett. 
2014 war er Preisträger des DPA Competition for Composers in Kopenhagen. Eine seiner Kompositionen wurde von der DR Big Band aufgeführt. Am 27. Oktober 2016 erhielt Lucas Leidinger das Horst und Gretl Will-Stipendium für Jazz/Improvisierte Musik.

## Diskographische Hinweise
- Daniel Daemen: Limited Impossibilities (2012, mit Etienne Nillesen und Matthias Nowak)
- Ebene Null: Wandertrieb (Traumton Records, 2013, mit Stefan Berger, Max Andrzejewski, Christoph Möckel)
- Lucas Leidinger Quintett Daydream Visions (Fuhrwerk Musik, 2014, mit Menzel Mutzke, Christoph Möckel, Oliver Lutz und Silvio Morger)
- Einem.Art Lamara (Double Moon, 2015, mit Max von Einem, Rodrigo Villalon und Juan Camillo Villa)
- Trio & Strings (Klaeng Records, 2016, mit Etienne Nillesen, Matthias Nowak und dem Alinde Quartett)
- Mount Meander Mount Meander (Clean Feed Records 2016, mit Thomas Sauerborn, Karlis Auzins und Tomo Jacobson)
- Daniel Daemen/Lucas Leidinger Dialogues (Leo Records 2018)
- Trio Aurora Holistic Images (Klaeng Records, 2020, mit Sebastian Gille, Fabian Arends)